# Журавльов Анатолій Анатолійович
Анато́лій Анато́лійович Журавльо́в (нар. 20 березня 1964) — радянський та російський актор театру і кіно.

## Біографія
Народився 20 березня 1964 року на Уралі в місті Верхня Салда Свердловської області Російської РФСР.
Анатолій з дитинства мріяв стати актором, але вступив спочатку на філологічний факультет Уральського педагогічного Інституту. Закінчив філфак Нижньотагільського державного педагогічного інституту в 1986 році.
Ще студентом брав участь у виставах Нижньотагільського драматичного театру. Рік пропрацював вчителем російської мови і літератури. Займався східними єдиноборствами. У 1991 році став чемпіоном СРСР (останнім) з тхеквондо.
Після служби в армії вступив до Ленінградського державного театрального інституту імені Черкасова (на курс В. Петрова), який закінчив у 1992 році.
З січня 1991 по грудень 1995 роки працював в Ленінградському Театрі комедії імені М. Акімова під керівництвом Дмитра Астрахана.
Потім в 1996—1998 роках він актор Театру-студії під керівництвом Олега Табакова.
Перший великий успіх акторові принесла роль колишнього десантника Колі в мелодрамі Дмитра Астрахана «Все буде добре!», але широку популярність йому принесла роль Толстого в серіалі «День народження Буржуя».
Після закінчення зйомок фільму «День народження Буржуя» написав п'єсу про Володимира Маяковського.
З 2007 року працює в Театрі кіноактора.
Одружений.

## Участь у телепроєктах
- У 2003 році брав участь у телепроєкті Форт Боярд. Капітани команди та учасники: Євгенія Крюкова, Михайло Єфремов, Катерина Коновалова, Олексій Макаров та Олександр Мінаков. Виграш 27 840 рублів
- У 2007 році брав участь у проекті «Король рингу».

## Фільмографія
1. 1988 — Швидкий поїзд
2. 1989 — Пекло, або Досьє на самого себе —  злодій
3. 1990 — Бакенбарди —  Толян
4. 1991 — Будинок на піску — глядач на концерті
5. 1991 — Лох — переможець води
6. 1991 — Мічені — бойовик
7. 1992 — Рекет
8. 1994 — Прохиндіада 2
9. 1994 — Русский транзит —  бандит
10. 1995 — Усе буде добре! —  Коля, колишній десантник
11. 1995 — Журавлина в цукрі
12. 1995 — Прибуття поїзда (кіноальманах, фільм «Трохим»)
13. 1995 — Четверта планета
14. 1997 — Бідна Саша —  Серьога, охоронець-бандит
15. 1997 — Брат —  нервовий бандит
16. 1998 — Класик —  «Інкасатор»
17. 1999 — День народження Буржуя (Україна-Росія) —  Товстий
18. 2000 —  2007 — Марш Турецького —  Денис Грязнов
19. 2001 — День народження Буржуя — 2 (Україна-Росія) —  Товстий
20. 2001 — Медики —  Гриша
21. 2002 — Будинок дурнів
22. 2002 — Чорний м'яч
23. 2003 —  2006 — Євлампія Романова —  майор Костін
24. 2003 — Курорт особливого призначення
25. 2003 — Краще місто Землі —  Андрій Рожков
26. 2003 — Марш Турецького. Нове призначення —  Денис Грязнов
27. 2003 — Оперативний псевдонім —  Яскевич .
28. 2004 — Сузір'я скорпіона
29. 2004 — Паралельно любові —  Приходченко
30. 2004 — Сармат —  Шальнов Андрій Іванович
31. 2005 — Воскресенье в женской бане —  Діма
32. 2005 — Піжмурки —  Бала
33. 2005 — Дзеркальні війни. Віддзеркалення перше —  агент Гром
34. 2005 — Казароза —  Караваєв
35. 2005 — Один з багатьох
36. 2005 — Оперативний псевдонім 2. Код Повернення —  полковник Яскевич
37. 2005 — Убити Беллу
38. 2006 — Термінал —  бізнесмен Віктор Борисович Большаков
39. 2006 — Була не була
40. 2006 — Дикуни —  Вадик
41. 2006 — Іноземці —  Ігор Мельников
42. 2006 — Самотнє небо —  автослюсар Серьога Підкова
43. 2006 — Папа на всі руки —  Сергій Славін, в минулому відомий актор
44. 2007 — Повернення Турецького —  Денис Грязнов
45. 2007 — Консерви
46. 2007 — Третій зайвий (Україна) —  Олександр Юрійович Гусєв
47. 2008 — Арфа для коханої (Україна) —  Вася, сусід Зої
48. 2008 — Це було в Гаврилівці 2 —  Чемпіон Росії з боксу Вадим Дубов
49. 2008 — Жінка, не схильна до авантюр (Україна) —  Ігор Коливанов, чоловік Ірини
50. 2008 — На даху світу —  охоронець
51. 2008 — Листоноша —  Вадим Миколайович Бізяк, заступник прокурора
52. 2009 — Дах —  Петро Миколайович, батько Свєти
53. 2009 — Терористка Іванова —  Олександр Іванович Іванов, чоловік Поліни
54. 2009 — Історія льотчика —  Костя
55. 2010 — Нічний таверни вогник (у виробництві)
56. 2010 — Вендетта по-російськи —  льотчик Зубов
57. 2012 — Пасічник —  Гліб Збруєв
58. 2013 — Ікорний барон —  майор Кашин
59. 2014 — Кат —  Сергій Яковлєв, чоловік Раїси
60. 2016 — Колишні — Кирило
61. 2016 — Втікачі родичі — Олег Іванович, батько Юлії
62. 2017 — Фітнес
63. 2019 — Жуки — Олексій Іванович Самойлов, ветеринар
64. 2021 — Жуки-2 — Олексій Іванович Самойлов, ветеринар
65. 2021 — Мир! Дружба! Жуйка! — Дмитро Васильович

## Цікаві факти
- У 2006-му році Анатолій Журавльов разом з Марією Шукшиною знявся в кліпі Миколи Трубача на пісню «Разлюбившая». За сюжетом Він і Вона вчилися разом у школі, після чого їх дороги розійшлися. Зустріч відбулася через багато років: Вона — світська левиця, Він — бідний художник.
- У 1991-му році став переможцем Першого (він же останній) чемпіонату СРСР з тхеквондо у ваговій категорії понад 80 кг